# Дворіччя (Тернопільський район)
Дворі́ччя — село в Україні, у Микулинецькій селищній громаді Тернопільського району Тернопільської області. До 1946 року називалося Людвиківка.
Було центром Дворічанської сільської ради, до якої входило також село Веселівка, виключене з облікових даних у зв'язку з переселенням жителів на хутір Коло Тхорика — приєднаний до села Йосипівка (Тернопільського району). Від вересня 2015 року ввійшло у склад Микулинецької селищної громади.

## Походження назви
Назва походить від розташування села між двома річками — Свинюхи і Кнура.

## Історія
Перша писемна згадка — 1785.
Місцеве населення евакуйовувалося двічі — під час 1-ї та 2-ї світових воєн.
Розпорядженням Ради міністрів з вилучених частин сільських гмін (самоврядних громад) Багатківці Підгаєцького повіту і Ладичин Тернопільського повіту Тернопільського воєводства 1 липня 1926 р. утворено самоврядну адміністративну гміну Веселівка та включено її до Тернопільського повіту.
1 квітня 1931 р. вилучено частину гміни Людвиківка та приєднано її до гміни Веселівка.
1 серпня 1934 р. внаслідок адміністративної реформи Людвиківка і Веселівка включені до новоствореної у Тернопільському повіті об'єднаної сільської гміни Микулинці.
На 1 січня 1939-го в селі Людвиківка з 900 жителів було 590 українців-грекокатоликів,  300 українців-латинників і 10 поляків, а в селі Веселівка з 420 жителів було 80 українців-грекокатоликів і 340 польських колоністів міжвоєнного періоду.
12 червня 2020 року, відповідно до розпорядження Кабінету Міністрів України № 724-р «Про визначення адміністративних центрів та затвердження територій територіальних громад Тернопільської області» увійшло до складу  Микулинецької селищної громади.
19 липня 2020 року, в результаті адміністративно-територіальної реформи та ліквідації Теребовлянського району, село увійшло до складу Тернопільського району.

## Політика

### Парламентські вибори, 2019
На позачергових парламентських виборах 2019 року у селі функціонувала окрема виборча дільниця № 610829, розташована у приміщенні сільської ради.
Результати
- зареєстровано 400 виборців, явка 63,75%, найбільше голосів віддано за «Слугу народу» — 38,10%, за «Силу і честь» — 11,11%, за Всеукраїнське об'єднання «Батьківщина» — 10,71%.[7] В одномандатному окрузі найбільше голосів отримав Ігор Сопель (Слуга народу) — 24,80%, за Миколу Люшняка (самовисування) — 21,14%, за Аллу Стечишин (самовисування) — 13,82%[8].

## Релігія
- церква Божої Матері Неустанної Помочі (1905; кам'яна, реставрована 1988, УГКЦ),
- «фігура».

## Пам'ятники
Споруджено пам'ятник воїнам-односельцям, полеглим у німецько-радянській війні (1985), встановлено пам'ятний хрест на честь скасування панщини, насипано символічну могилу Борцям за волю України (1993).

## Соціальна сфера
Діють загальноосвітня школа І ступеня, Будинок культури, бібліотека, ФАП, приватно-орендне сільськогосподарське підприємство. Поштове відділення — Ладичинське.

## Населення
У 2014 році в селі проживало 520 осіб.

### Відомі люди

#### Народилися
- лікар, громадська діячка в США Е. Войнаровська,
- у Веселівці — доктор медичних наук, професор Михайло Андрейчин,

## Галерея

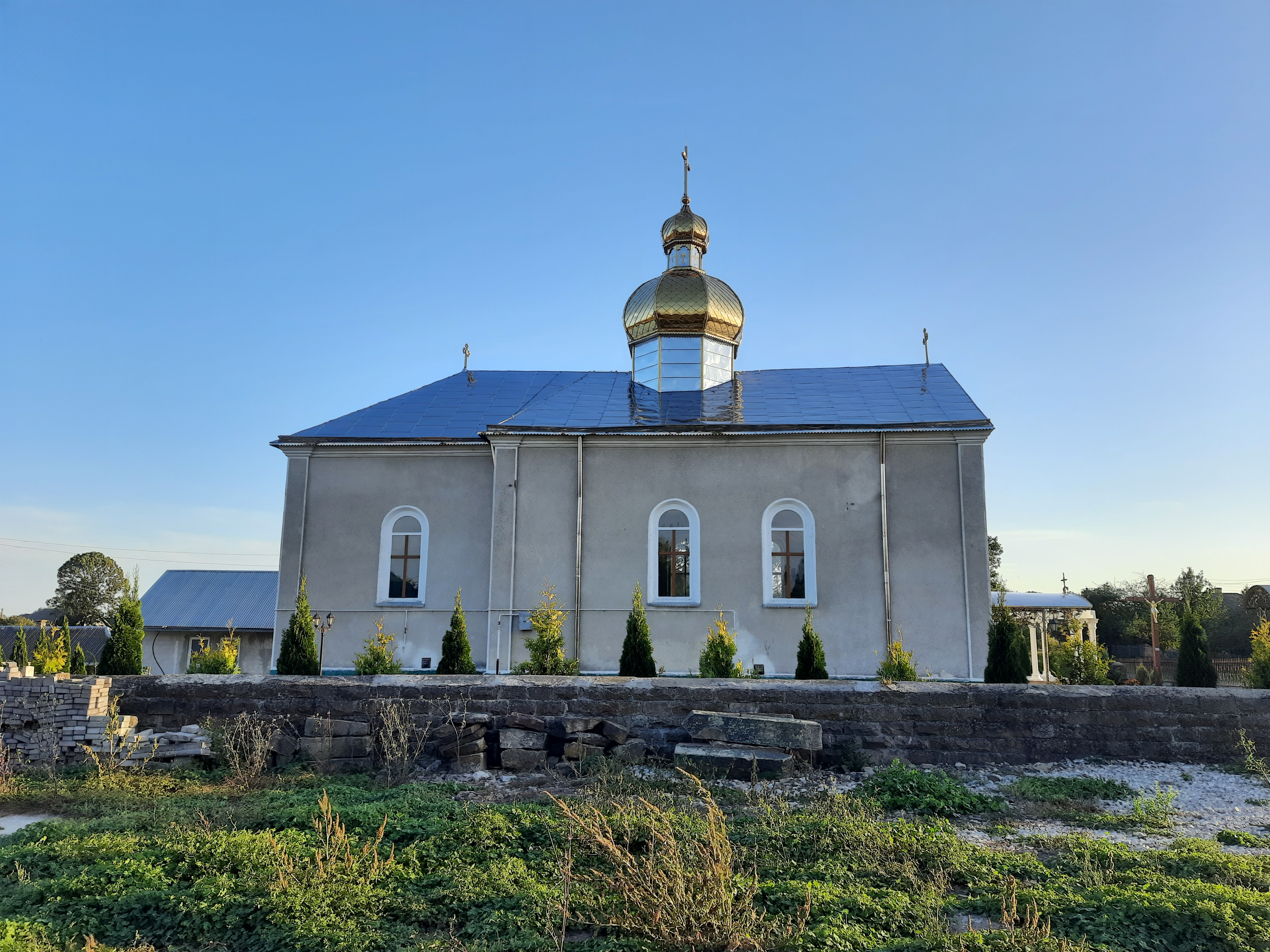
Церква Божої Матері Неустанної Помочі (1905)
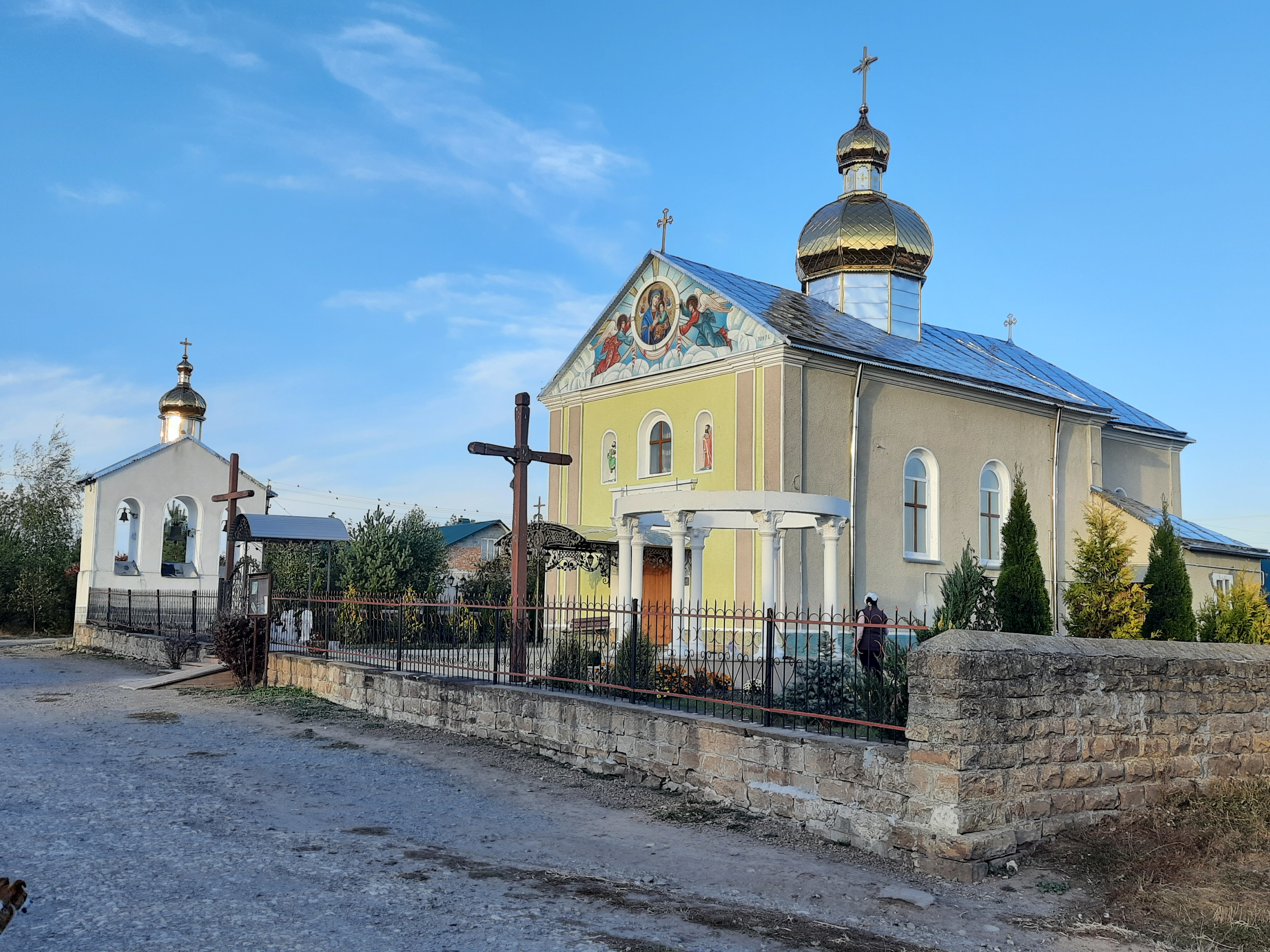
Церква Божої Матері Неустанної Помочі
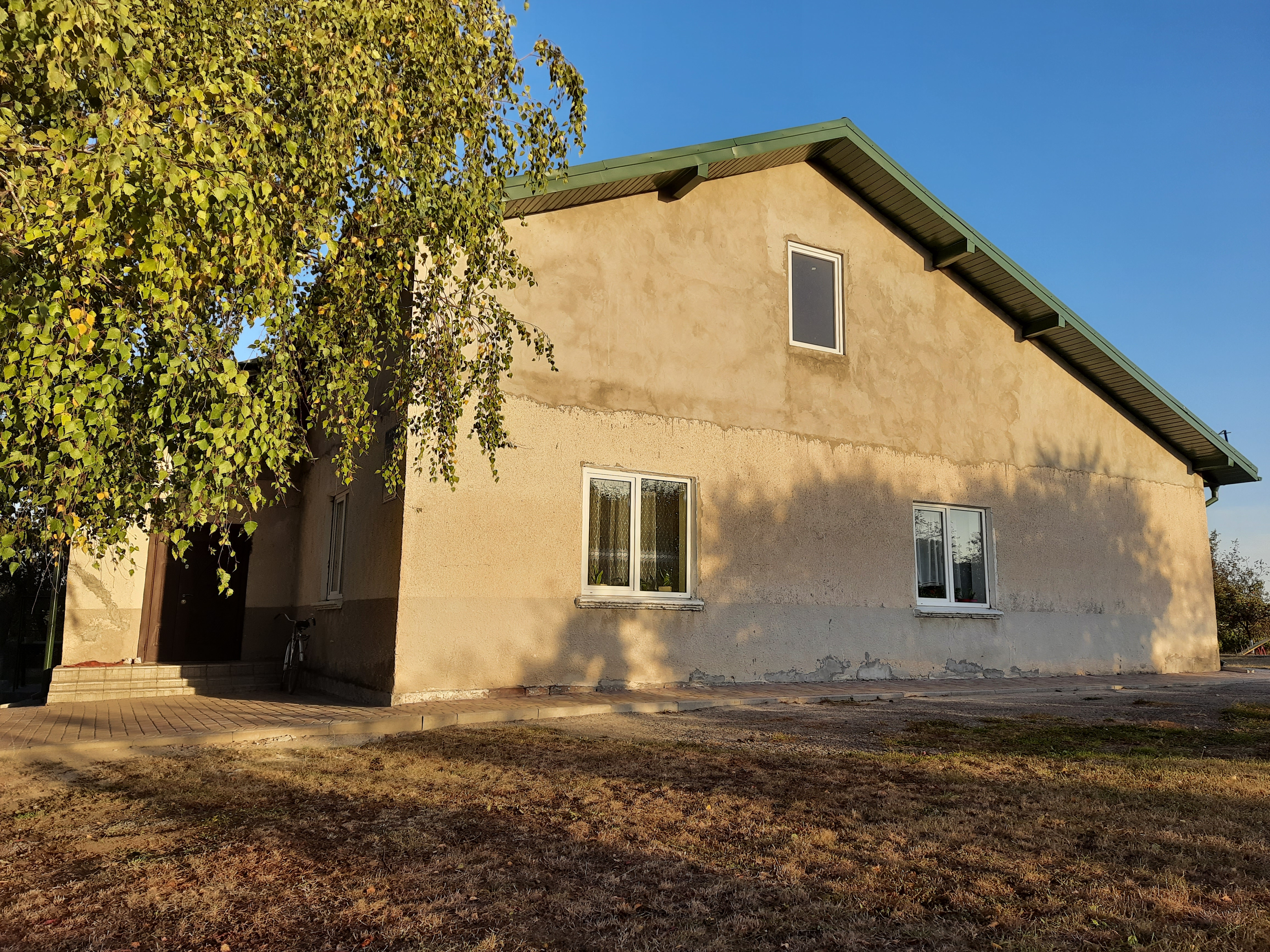
Школа початкових класів
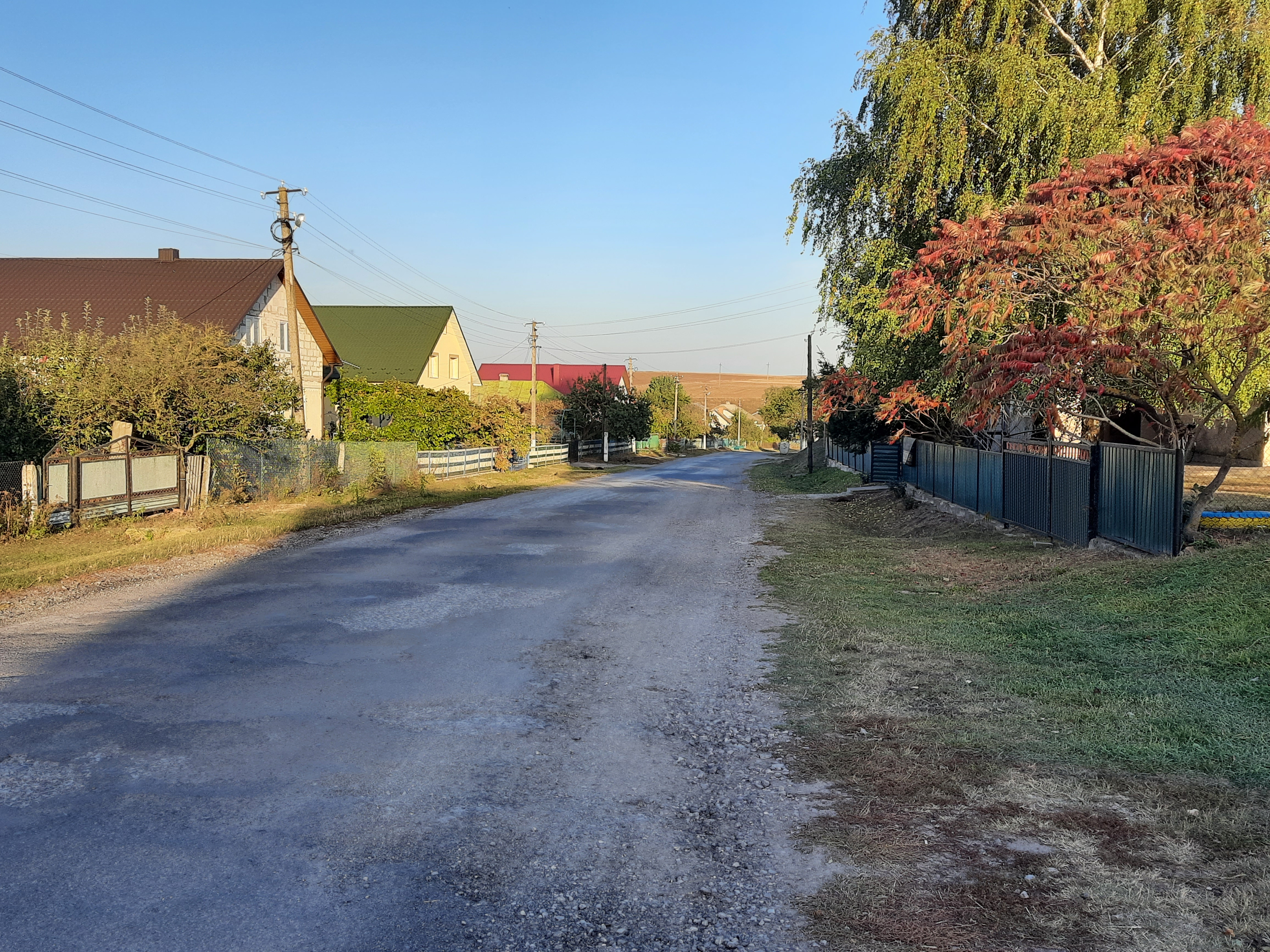
Сільська вулиця
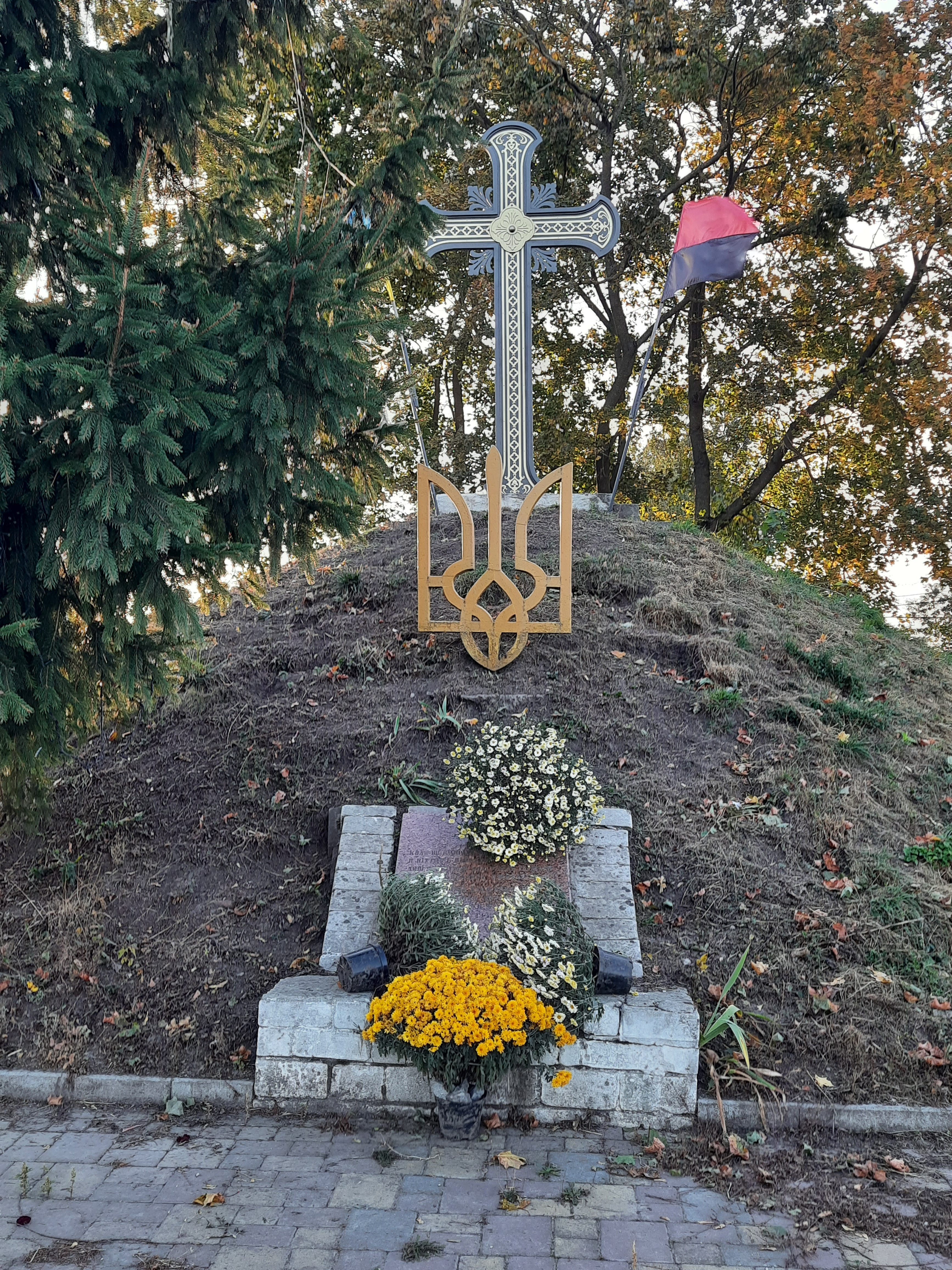
Символічна могила Борцям за волю України.